# Richardia boliviensis
Richardia boliviensis là một loài thực vật có hoa trong họ Thiến thảo. Loài này được W.H.Lewis & R.L.Oliv. miêu tả khoa học đầu tiên năm 1974.